# Warwick Brown
Warwick Brown (Sydney, 1949. december 24. –) ausztrál autóversenyző, Formula–1-es pilóta.

## Pályafutása

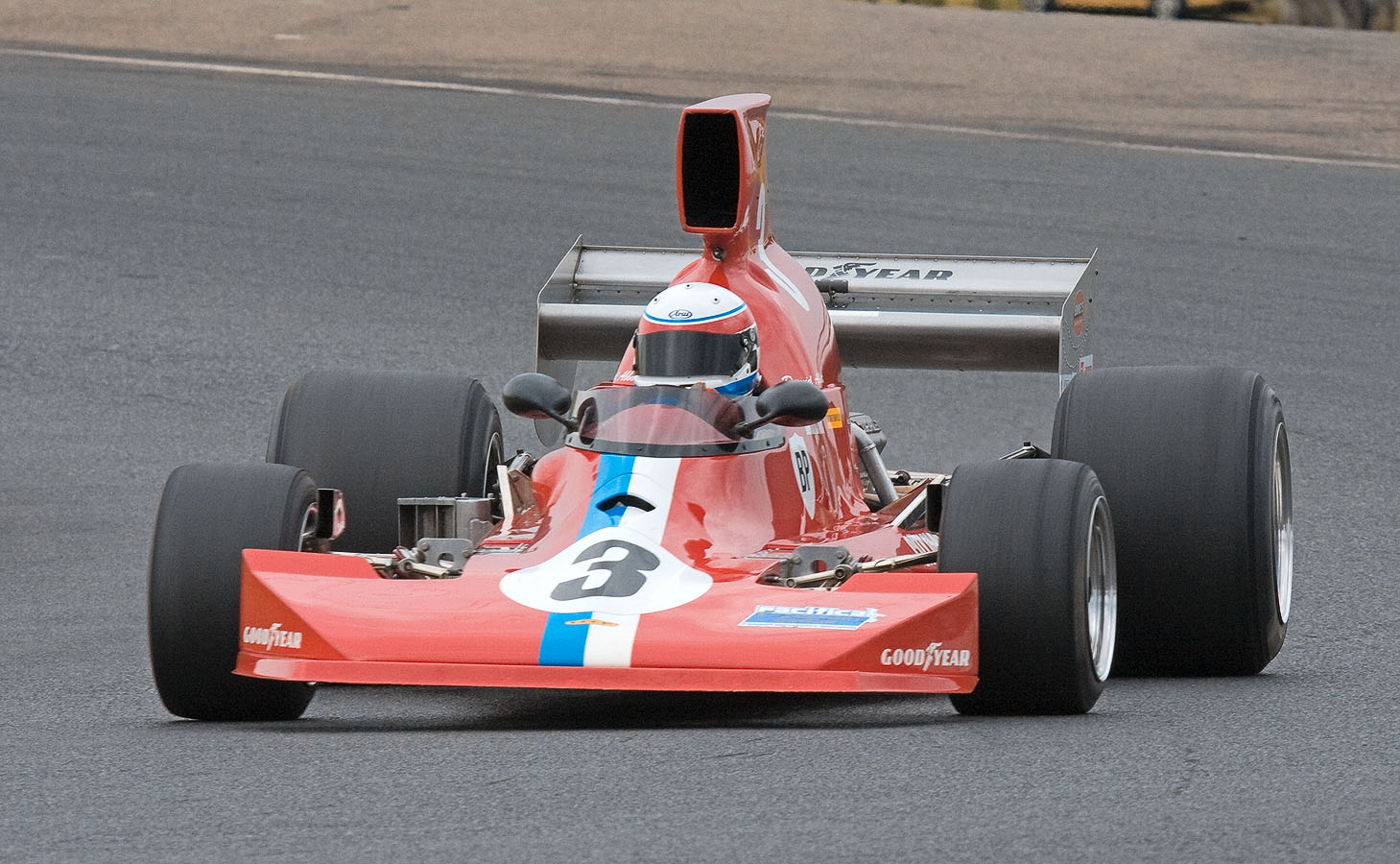
Brown 1977-es Lola T430 HU2-es autója 2008-ban az 1977-es festéssel.

Első tapasztalatait négykerekű járgánnyal egy traktor volánjánál szerezte, mivel szülei földművelők voltak. Élete első versenyét egy Formula–3-as Brabham volánjánál teljesítette. Két éven belül már egy F5000-es McLaren autót vezetett. A legtöbb évet F5000-es autók volánja mögött töltötte el. Nagyrészt hazájában, Ausztráliában versenyzett, a Tasman-szériában, ahol az első szezonját leszámítva minden évben a top10-ben végzett, és negyedik évében, 1975-ben már bajnoki címet ünnepelt.
Ekkor találkozott Brown az új-zélandi F1-es pilótával, Chris Amonnal is, aki az F1 mellett ebben a bajnokságban is indult. Jó barátok lettek, és ő csábította át az ausztrált Amerikába versenyezni. Az SCCA/USAC Formula 5000 Bajnokságban versenyzett többek között James Hunttal és Michael Andrettivel. Élete egyetlen F1-es nagydíjindulását is Amonnak köszönheti. Az új-zélandi pilóta az 1976-os Kanadai Nagydíjon kapott lehetőséget a Sir Frank Williams irányítása alatt futó Walter Wolf Racingtől, ám az USA nagydíj előtt egy baleset következtében több lábujját is eltörte, így ott ő már nem tudott rajthoz állni. Ekkor javasolta maga helyett jó barátját, és így kerülhetett sor Warwick Brown F1-es bemutatkozására. Amon az előző hétvégén kvalifikálni sem tudta magát, annyira szörnyű volt az autó, és a csapat állandó pilótája, Arturo Merzario szinte soha nem látta meg vele a kockás zászlót. Ennek fényében már az is kisebbfajta hőstett volt, hogy ha 5 kör hátrányban is a futamgyőztes James Hunt mögött, de célba hozta az autót Brown a 14. helyen. A csapat visszahívta volna a Japán nagydíjra is, de nemet mond az újabb lehetőségre.
Visszatért Ausztráliába, nyert még két bajnoki címet a Rothmans Nemzetközi Bajnokságban 1977-ben és 1978-ban, míg 1978-ban a 2. helyen végzett Alan Jones mögött a Can-Am sorozatban. Néhány túraautó-futamon is elindult még, de viszonylag hamar, 1979-ben visszavonult. Utána repülőgép-pilótának állt, és máig ebben a szakmában dolgozik. Elmondása szerint boldog, jól érzi magát a bőrében és élvezi az életet.

## Eredményei

### Teljes Formula–1-es eredménysorozata
(Táblázat értelmezése)

(Félkövér: pole-pozícióból indult; dőlt: leggyorsabb kört futott) 

| Év   | Csapat             | Kaszni        | Motor       | 1   | 2   | 3   | 4   | 5   | 6   | 7   | 8   | 9   | 10  | 11  | 12  | 13  | 14  | 15     | 16  | Helyezés | Pont |
| ---- | ------------------ | ------------- | ----------- | --- | --- | --- | --- | --- | --- | --- | --- | --- | --- | --- | --- | --- | --- | ------ | --- | -------- | ---- |
| 1976 | Walter Wolf Racing | Williams FW05 | Cosworth V8 | BRA | RSA | USW | ESP | BEL | MON | SWE | FRA | GBR | GER | AUT | NED | ITA | CAN | USA 14 | JPN | -        | 0    |

## Külső hivatkozások
- Profilja a Grandprix honlapján
- Tasman Series
- Formula 5000 in Új Zéland & Australia
- Formula A és Formula 5000 Amerika